# 양세법
양세법(兩稅法)은 중국 당(唐) 중기부터 명(明) 중기까지 시행되었던 조세 제도이다.
덕종(德宗)의 재상이었던 양염(楊炎)이 제창하였으며, 기존에 곡물이나 직물 등의 현물을 주로 징수하던 조용조(租庸調)와는 달리 금전(金錢)을 주로 거두는 제도였으며, 1년에 두 번 징수(여름 및 가을)한다는 특징이 있었기 때문에 양세법이라는 이름이 붙게 되었다.
무주(武周) 말기부터 균전제(均田制) 체제가 무너지고, 당 초기의 조용조 법은 이미 적용되지 못하게 된 상태에서 덕종 건중(建中) 원년(780년) 처음 실행되었다.

## 전단계
북위(北魏) 이래로 시행되었던 균전제나 조용조 체제는 모든 백성을 농민으로 보고 일률적으로 농경지를 지급하고 일률적으로 같은 금액을 징세하도록 하는 제도였다.
그러나 현실 사회에서는 토지를 방기하고 달아나거나 본적지와는 다른 곳으로 이주해 그곳에서 농사를 짓는 객호(客戸)라 불리는 자들이 늘어나고 있었고, 상업 활동이 활발해지면서 신흥 지주층들에 의해 토지가 겸병되어 그때까지 사용해 오던 호적은 쓸모가 없게 되었다. 현종(玄宗) 개원(開元) 9년(721년)에 우문융(宇文融)이 장부에 수록되지 않은 비인가 토지인 선전(羨田)과 도망친 호수를 색출해 내고 자수하는 자들에게는 6년간 세금을 면제해 준다는 조치를 발표해 80여만 호와 전을 얻었으나, 실상 주, 현에서는 실호(實戶)를 객호로 속여서 수를 부풀려 보고하고 등록하는 등의 비리도 많았기 때문에 별 실효가 없었다.
조용조 체제에서는 본적을 토대로 징세하였기 때문에 객호들로부터는 징수하지 않았다. 또한 대토지 소유자에 대해서도 보통 농민들과 같은 1인분의 징수만을 행하였다. 때문에 이 과정에서 생겨나는 세수 부족을 정부는 임시로 지세(地税) ・ 청묘세(青苗税) ・ 호세(戸税) 등의 세금을 통해 메꾸었고, 여기에 더해 안사의 난 이후 절도사(節度使)들에 의한 지방 할거 상태가 현저하게 드러나면서 기존의 세금 체제 아래서 보통 자작농들의 부담은 더욱 늘어났고, 정부의 세수 부족과 함께 당 왕조 자체가 기울 가능성도 커져만 가고 있었다.

## 내용
건중 원년(780년) 덕종의 재상이었던 양염의 건의로 양세법이 시행되었다. 양세법의 주요 골자는 다음과 같다.
1. . 주호(主戸)[2] ・ 객호의 구분을 없애고 자산 금액에 따라 호등(戸等)을 결정해 호세(戸稅)를 징수하며 경지 면적에 따라 지세(地稅)를 징수한다. 또한 재산이 있는 객호를 주호로 편입시킨다.
2. . 6월(여름)에 납부하는 하세(夏稅)[3]와 11월(가을)에 납부하는 동세(冬稅)[4]로 나누어, 그 이외의 세금은 모두 폐지한다.
3. . 전납(錢納) 즉 화폐로써 납세하고 징세하는 것을 원칙으로 한다.[5]
4. . 상인들에 대해서도 자산에 따라 징세한다. 행상(行商)에게는 1/30을 징세하였으며 후에 1/10을 과세하였다.
5. . 그때까지의 「양입제출」(量入制出)[6]에서 「양출제입」(量出制入)[7]으로 전환한다.

그때까지 일부 지방에서 여름과 겨울의 징세 방식을 행하고 있었으나, 양세법의 실시는 그것을 전국적으로 시행한다는 것을 의미하는 것이었다. 실제로 운용되는 것에 맞춰서 세금을 지방관이 거둔 뒤, 유현(留県, 현에서 필요한 경비) ・ 유주(留州)・ 유사(留使, 절도사) 각각으로 할당한 다음 중앙으로 남은 액수를 보내게 하였다.
조용조 제도에서는 조(租)의 납부 시기를 12월말、용(庸)과 조(調)의 납부 시기를 9월 말로 하고 있었는데, 이는 중국 화북(華北) 지역에서 조(조租로 거둠), 누에와 대마(용庸과 조調로 거둠)를 수확하는 시기에 맞춘 것이었다. 그 뒤 보리와 콩의 경작이 성행하고 기후의 한랭화에 이어 화북에서 강남으로 새로운 농업 기술(모내기, 보리 농사, 누에의 품종개량)의 전파나 이모작(二毛作)의 도입에 수반해 농업 생산구조가 변화하고, 안사의 난에 의해 화북의 농작지대가 궤멸되면서 강남으로부터 오는 조세에 의존하는 경향이 높아지면서 강남에서의 보리와 견(하세로 거둠), 벼와 조와 저마(동세로 거둠)의 수확 시기에 맞춰서 2로 변경한 것이다. 애초에 이 납세시기의 변경은 콩이나 대마의 수확 시기가 늦은 화북에서는 불리했기 때문에 2의 원칙에 상관없이 실제 운영에서는 지역에 따라 세 번(대체로 옛 용과 조를 납부하던 9월 말)으로 나누어 납부하는 것도 인정되었다.
3과 4는 각각 상업 활동이 활발해졌음을 보여주는 것이다. 또한 안사의 난으로 소금 전매제가 강화된 것을 계기로 농민생활에 화폐가 필요하게 된 점이나 재정권을 화폐 발행으로 조달하려던 정부 시책과도 관련이 있음이 지적되고 있다. 또한 5는 일면 세입 범위 안에서의 건전한 재정을 보증하게 되었다는 증거였으나, 다른 한편으로는 절도사가 무질서하게 세금을 징수하는 것을 경계하고 정부가 관리할 수 있는 범위 안에서만 예산을 세우게 했다는 것을 의미한다.

## 영향
양세법의 등장 이후 당대 중기 이래의 문란했던 세금 제도는 하나로 통일되었고, 백성의 부담을 어느 정도 덜어주었다. 양세법이 시행되고 1년이 지나자 당 왕조의 재정 수입은 1,350만 6,070관으로 늘어났고 《신당서》 양염전에서는 양세법의 장점을 "부세를 더한 것이 아닌데도 세입이 늘었고, 호적을 다시 만들지 않아도 허실을 알 수 있고, 관리들이 경계하지 않아도 간사한 이들이 빼돌릴 수 없게 되어, 세금의 경중에 대한 권한이 비로소 조정으로 돌아왔다.(賦不加斂而增入，版籍不造而得其虛實，吏不誡而奸無所取，輕重之權始歸朝廷矣)"라고 적고 있다.
양세법은 개인의 토지와 재산을 기본으로 하는 것으로, 당에서 일관되게 개별 호수인 정(丁)을 징세 단위로 하던 원칙을 바꾸었음을 의미했다. 율령제의 근간이었던 균전제를 스스로 포기한 것은(다만 기본 형태만은 그 뒤로도 남아 있었다) 다르게 보면 대토지 소유을 공인했다는 것이었다. 이후 당에서는 토지 겸병이 계속해 진행되었고, 장원은 거대화되었다. 힘 있는 자가 힘 없는 자의 토지를 침탈하거나 힘 없는 자영농이 객호로 전락하는 경우도 있었고, 토지의 1/3 이상이 힘있는 자의 소유가 되었다는 지적도 나오는 등, 농민들 가운데 자신의 땅을 잃고 떠돌거나 전호(소작농)으로 전락하는 경우도 생겨났다. 양세법에 강하게 반대하고 조용조 체제를 회복할 것을 주장했던 육지(陸贄)의 경우, 과거에는 견(绢) 한 필을 내는 것이 전 3천 2백에서 3백 문에 해당했는데 현재는 견 한 필을 내는데 전 1천 5백에서 6백 문에 해당하게 되었고, 과거에는 하나를 내던 것이 지금은 둘을 내게 되었고 관에서 부세를 늘리지 않더라도 개인이 이미 갑절로 내고 있다고 지적하면서, "가난한 자는 발 디딜 곳도 없어 강한 토호에 의지해 사속(私属)이 되어 그들의 밥을 빌리고 그들의 농사 지을 땅과 집을 빌리며 종신토록 수고롭게 일하느라 쉴 날이 없는데, 빌리는 데에 써버려서 늘 채워지지 않음을 근심한다”고 지적하였다. 이러한 양세법의 결함은 대종(代宗) 이후의 소규모 반란이 발발하게 되는 원인이 되기도 했다. 양세법의 실시는 직접적으로 송 왕조 개창 아래의 국가 정책에 영향을 주어 송대에는 계약으로써의 소작 제도가 성행하였고, 북송의 소순(蕭洵)은 이러한 세태를 두고 "떠도는 객들을 모아 그 땅에서 경작하게 하면서 채찍과 매로 때려서 역역하는 곳으로 몰아가며 노복 대하듯이 한다"라고 적고 있다.
또한 전납을 원칙으로 내세우게 되면서 농민들은 화폐를 가지는 것이 의무처럼 되었고, 상업 활동이 거듭 활발해졌다. 그러나 한편으로 전국의 농민들이 납세용 화폐를 가지고 있었기 때문에 일제히 자신들의 작물을 환전할 필요성에 쫓기게 되고, 물가의 하락이나 악덕 상인들에 의한 단가 후려치기 등도 생겨나게 되었다. 헌종 원화(元和) 4년(809년)에는 예외적인 조치로써 일정 금액을 납부한 자에 대해서 공정(公定) 가격을 토대로 물물 납부를 어느 정도 절감시켜 주는 것을 용인하였는데, 장경(長慶) 원년(821년)에는 이것이 확대되었다.
양세법의 규정은 "(양세로 정한 액수) 외에 거두는 것은 법에서 논한 것을 어기는 것"으로 정하고 있었으나, 건중 3년에 회남절도사(淮南節度使) 진소유(陳少游)가 조정에 도에서 거두던 세금을 200관 늘릴 것을 청구해서 조정이 이를 허락하였고 아울러 각 도에서도 이에 준해서 징세를 늘리도록 하였다. 정원 8년(793년) 검남사천관찰사(劍南四川觀察使)였던 위고(韋皋)가 징세액의 2할을 더 늘려서 관리들에게 그만큼 더 지급할 것을 주청하였다. 그밖에 안사의 난 이후 조정에서 염세(鹽稅)、다세(茶稅) 등 과중하고 잡다한 세금들을 늘렸기 때문에 백성들의 부담도 그만큼 늘어났다.
오대십국 시대(五代十國時代) 이후로는(화폐제도의 혼란도 한몫해서) 견백(絹帛)과 화폐가 사실상의 2본위가 되었고, 나아가 북송(北宋)은 함평(咸平) 3년(1000년) 견백(絹帛)도 정식 세금으로 매기게 되어 그 이후 전납 원칙은 사실상 방기되고 납세 금액을 토대로 산출된 만큼의 견백을 내는 물물 납부로 변화한다(또한 명 왕조에서는 적극적인 농업 중시 정책을 배경으로 곡물로 세금을 내는 것이 기본이 되었다). 이후 북송과 원(元), 명에 이르기까지 양세법이 이어지다가 명 중기 이후 부가세가 늘고 불균형이 늘어나면서 장거정(張居正)이 제안한 일조편법(一条鞭法)이 시행, 양세법은 폐지되었다.
양세법이 처음 시행되었을 때는 물품은 중하고 돈은 가볍다(貨重錢輕)는 일종의 통화팽창 상태였고, 이로 인해 능견(绫绢)을 가지고 돈으로 납세할 금액을 낮추고 액수를 정하였으나, 후대에 물품의 가격이 내려가고 돈의 정액도 하락하면서 농민들의 부담은 더욱 가중되었다.